# Хоробрі перцем
«Хоро́брі пе́рцем» (англ. Your Highness, досл. «Ваша високість») — американська комедія 2011 року в жанрі фентезі. У головних ролях: Денні Макбрайд, Наталі Портман, Джеймс Франко, Джастін Теру, Зоуї Дешанель. В Україні фільм не вийшов в офіційний прокат, назва «Хоробрі перцем» — це калька з російської, пародія на «Хоробре серце» 1995 року. Українською мовою фільм перекладений на замовлення телеканалів Cine+ та НЛО TV.

## Синопсис
Комедійне фентезі режисера Девіда Ґордона Ґріна, зняте за сценарієм Денні Макбрайда та Бена Беста, розповідає про середньовічні пригоди ледачого та легковажного принца Тадеуса (англ. Thadeous, калька рос. Заздрій) та його занадто правильного героїчного брата Фабіуса (англ. Fabious, калька рос. Славій), які повинні врятувати принцесу Белладонну (англ. Belladonna) та королівство батька від злого чарівника Лізара (англ. Leezar). У криголамних пошуках лицарям допомагають хоробра воїтельниця Ізабелла (англ. Isabel) та поет-лобуряка Кортні (англ. Courtney, калька рос. Хулій), а заважають — безліч ворогів і власна дурість.

## У ролях
| Актор            | Роль                               |
| ---------------- | ---------------------------------- |
| Денні Макбрайд   | Тадеус (Thadeous) молодший принц   |
| Джеймс Франко    | Фабіус (Thadeous) старший принц    |
| Наталі Портман   | Ізабель (Isabel)                   |
| Зоуї Дешанель    | Белладонна (Belladonna)            |
| Джастін Теру     | Лізар (Leezar) чарівник            |
| Тобі Джонс       | Джулій (Julie) раб-євнух           |
| Деміен Льюїс     | Боремонт (Boremont) лицар          |
| Расмус Гардайкер | Кортні (Courtney) слуга-поет       |
| Саймон Фарнебі   | Маніус Зухвалий (Manious the Bold) |
| ДеОбіа Опарей    | Тандаріан (Thundarian)             |
| Чарльз Денс      | Талліус (Tallious) король          |
| Джон Фрікер      | Мартіті (Marteetee) вождь дикунів  |

## Українське багатоголосе закадрове озвучення

### Українською мовою озвучено на студії каналуТРК Українана замовлення телеканалуНЛО TVтаCine +
Ролі озвучували: Павло Скороходько, ще один чоловічий, Андрій Альохін і Юлія Перенчук